# Paschastellung
Als Paschastellung bezeichnet man die Lage eines Gläubigers in der Gesamtschuld. Er kann „die Leistung nach seinem Belieben von jedem der Schuldner ganz oder zu einem Teil fordern. Bis zur Bewirkung der ganzen Leistung bleiben sämtliche Schuldner verpflichtet“ (§ 421 BGB). Der Gläubiger hat also den Vorteil, sich an den zahlungsfähigsten, zuverlässigsten Schuldner halten zu können. Von ihm kann er die gesamte Schuld verlangen; der Ausgleich unter den Schuldnern geschieht erst später im Innenverhältnis (§ 426 BGB) und braucht den Gläubiger nicht zu kümmern.
Der Begriff kommt von der Befehlsgewalt eines Paschas, der nach eigenem Ermessen entscheiden konnte. Er wurde von dem Rechtswissenschaftler Philipp Heck in seinem Grundriß des Schuldrechts aus dem Jahre 1926 eingeführt.